# 刘守玟
刘守玟（1920年—1938年5月），女，湖南汉寿人，抗日烈士，护士，台儿庄古城内建有中学生刘守玟抗战故事展览馆及其铜像，毕业于周南女中。

## 生平
1920年，出生于今湖南省常德市汉寿县新兴乡军刘村。1935年，考取周南女中。1937年，报名参加湖南妇女战地服务团，随50师参加淞沪会战。1938年5月，于台儿庄战役中，随50师在邳县禹王山遭遇日军，作为师部卫生队卫生员在抢救所部连长中，用石头砸死一名日军军官，后被日军击中背部。战斗结束后，被当地民众转移到今江苏省徐州市铜山区柳新镇陈塘村一户陈姓人家抢救，后因重伤不治身亡，时年18岁。2004年，房东大娘的孙女陈开灵多次通过媒体寻找刘守玟的家人。2004年7月7日，遗骸被运回故乡，并安置在湖南革命陵园艺术墓园。2004年9月18日，潇湘晨报员工、热心读者和社会各界人士共同捐款为女英雄竖起一块石碑。2005年10月15日，迁回故里军刘村安葬。2009年，陈塘村树立其纪念碑。2019年4月5日，刘守玟铜像在台儿庄大战遗址公园落成。

## 家庭
哥哥：刘守珏，解放战争后随国军前往台湾，无子无女。
妹妹：刘守玫，文革期间曾出现在长沙，后失踪。